# Gustaf Hallström
Gustaf Axel Hallström, född 11 juli 1880 på Södermalm i Stockholm, död där 5 oktober 1962, var en svensk arkeolog.

## Familj
Gustaf Hallström var son till folkskolläraren August Hallström och Hilda, född Svensson. Han var yngre bror till konstnären Gunnar Hallström och den amerikanske generalmajoren Ivor Thord-Gray. Att två av bröderna delade initial medförde att Gustaf ofta omskrevs som "Amanuensen" eller "Arkeologen G. Hallström" medan brodern Gunnar omskrevs som "Artisten G. Hallström". Gustaf Hallström är begravd på Sandsborgskyrkogården i Stockholm. Han gifte sig 1907 med Astrid Berg, född 1881 i Göteborg, död 1986, vilken var dotter till Wilhelm Berg.

## Arkeologi
Gustaf Hallström blev filosofie licentiat 1913 samt hedersdoktor 1944 vid Uppsala universitet. Hallström inledde sin karriär som periodvis anställd amanuens vid Livrustkammaren och Naturhistoriska riksmuseets etnografiska avdelning mellan åren 1905 och 1908. Därefter kom han att arbeta som amanuens vid Statens historiska museum mellan 1909 och 1925, där han tidigt fick i uppdrag att sammanställa Hjalmar Stolpes efterlämnade grävresultat från Björkö. Av dessa publicerade han de första 100 gravarna i boken Birka 1, Hjalmar Stolpes grafundersökningar (1913). Inga fler verk utkom i serien utan Hallström ägnade sig mera åt Norrlands arkeologi, bland annat hällristningarna vid Nämforsen och utgrävningar vid Lillsaivis. Bland hans skrifter i detta ämne märks Nordskandinaviska hällristningar (1905-07), Kan lapparnas invandringstid fixeras (1929) och Den tidigaste järnåldern i Dalarna (1931).
Hallström företog flera forskningsresor i Nordskandinavien, på Kolahalvön, i mellersta Ryssland och i Sibirien. 1915–1916 var han Svenska röda korsets delegat i Sibirien och Kina. Under 1910-talet återupptäckte han en bortglömd hällristning vid Balsfords kyrka i Troms fylke i Norge (Hällristniongsfältet i Tennes).
Från 1925 arbetade Hallström som antikvarie vid Riksantikvarieämbetet. Där förblev han fram till sin pensionering 1945.
Stora delar av Gustaf Hallströms efterlämnade handlingar och arkiv förvaltas av Arkiv och specialsamlingar vid Umeå universitet. Via samma institution finns även delar av Hallströms fotosamling publicerade och sökbara på internet.

## Militär och politisk verksamhet
Under första världskriget var Hallström svenska Röda Korsets delegat i Sibirien vid räddningsaktioner för krigsfångar. Under finska inbördeskriget var han chef för Svenska brigadens expedition i Stockholm. Han erhöll Frihetskorset av tredje klass 1918.
Under andra världskriget var Hallström aktiv i Finlandskommittén samtidigt som han var medlem av pronazistiska Riksföreningen Sverige-Tyskland.. Han genomförde också under arkeologisk täckmantel flera uppdrag för den svenska militära underrättelsetjänsten i Nordnorge.

## Filmmedverkan
Hallström både medverkade i och var historisk rådgivare för filmatiseringen av spexet En vikingafilm (1922).